# Liste des restaurants étoilés par le Guide Michelin dans le Grand Marseille
 (mars 2023).
Si vous disposez d'ouvrages ou d'articles de référence ou si vous connaissez des sites web de qualité traitant du thème abordé ici, merci de compléter l'article en donnant les références utiles à sa vérifiabilité et en les liant à la section « Notes et références ».
Cet article présente la liste des restaurants étoilés par le Guide Michelin sur le territoire de la métropole d'Aix-Marseille-Provence.

## Liste des restaurants 3 étoiles
| Année de la première étoile | Année de la deuxième étoile | Année de la troisième étoile | Établissement           | Chef              | Nombre d'étoiles | Commune      | Commentaires |
| --------------------------- | --------------------------- | ---------------------------- | ----------------------- | ----------------- | ---------------- | ------------ | ------------ |
| 1979                        | 1981                        | 2008                         | Le Petit Nice           | Gérald Passédat   | ★★★              | Marseille 7e |              |
| 2015                        | 2019                        | 2021                         | AM par Alexandre Mazzia | Alexandre Mazzia  | ★★★              | Marseille 8e |              |
|                             | 2014                        | 2022                         | La Villa Madie          | Dimitri Droisneau | ★★★              | Cassis       |              |

## Liste des restaurants 2 étoiles
En 2023, la métropole ne compte aucun restaurant 2 étoiles.

## Liste des restaurants 1 étoile
| Année de la première étoile | Établissement         | Chef                         | Nombre d'étoiles | Commune                | Commentaires                                       |
| --------------------------- | --------------------- | ---------------------------- | ---------------- | ---------------------- | -------------------------------------------------- |
| 2003                        | L'Épuisette           | Guillaume Sourrieu           | ★                | Marseille 7e           |                                                    |
| 2014                        | Alcyone               | Lionel Levy                  | ★                | Marseille 2e           |                                                    |
| 2015                        | Une Table, au Sud     | Ludovic Turac                | ★                | Marseille 2e           | Perte de l'étoile en 2021, puis retrouvée en 2022. |
| 2020                        | Saisons               | Julien Diaz                  | ★                | Marseille 6e           |                                                    |
| 2021                        | Signature             | Coline Faulquier             | ★                | Marseille 8e           |                                                    |
| 2025                        | Belle de Mars         | Michel Marini et Kim-Mai Bui | ★                | Marseille 2e           |                                                    |
| 2015                        | La Table de Nans      | Nans Gaillard                | ★                | La Ciotat              |                                                    |
| 2023                        | Couleurs de Shimatani | Yuichiro Shimatani           | ★                | La Ciotat              |                                                    |
| 2020                        | La Magdeleine         | Mathias Dandine              | ★                | Gémenos                |                                                    |
| 2024                        | La Bastide Bourrelly  | Mathias Dandine              | ★                | Cabriès                |                                                    |
| 2021                        | Mickaël Féval         | Mickaël Féval                | ★                | Aix-en-Provence        |                                                    |
| 2017                        | Château de la Pioline | Pierre Reboul                | ★                | Aix-en-Provence        |                                                    |
| 2020                        | Le Art                | Matthieu Dupuis-Baumal       | ★                | Aix-en-Provence        |                                                    |
| 2025                        | Etude                 | Loïc Pétri                   | ★                | Aix-en-Provence        |                                                    |
|                             | Le Saint-Estève       | Julien Le Goff               | ★                | Le Tholonet            |                                                    |
| 2022                        | Villa La Coste        | Hélène Darroze               | ★                | Le Puy-Sainte-Réparade |                                                    |
| 2020                        | Le Mas Bottero        | Nicolas Bottero              | ★                | Saint-Cannat           |                                                    |
| 2021                        | Villa Salone          | Alexandre Lechêne            | ★                | Salon-de-Provence      |                                                    |
| 2009                        | Dan B.                | Dan Bessoudo                 | ★                | Ventabren              |                                                    |